# Эль-Баккали, Суфиан
Суфиан эль-Баккали (араб. سفيان البقالي‎; род. 7 января 1996, Фес) — марокканский легкоатлет, специализируется в беге с препятствиями. Двукратный олимпийский чемпион (2020 и 2024), двукратный чемпион мира (2022 и 2023), призёр чемпионатов мира 2017 и 2019 годов. Один из шести олимпийских чемпионов в истории Марокко.

## Биография

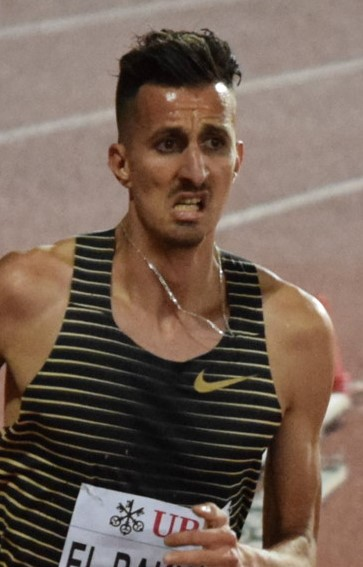
2022 год

В возрасте восемнадцати лет он занял четвёртое место на чемпионате мира среди юниоров 2014 года по легкой атлетике, а затем дебютировал на чемпионате Африки 2014 года по легкой атлетике, заняв десятое место на дистанции 3000 метров с препятствиями. Он также участвовал в беге по пересеченной местности и был 18-м среди юниоров на чемпионате мира по кроссу 2015 года.
На Олимпийских играх 2016 года в Рио-де-Жанейро он улучшил свой личный рекорд 8.14.35 минут и занял итоговое четвёртое место. Нёс флаг Марокко на церемонии закрытия Игр.
Он выиграл серебряную медаль на чемпионате мира 2017 года в Лондоне.
4 октября 2019 года Суфиан эль-Баккали в Дохе стал бронзовым призёром чемпионата мира в беге на 3000 метров с препятствиями, показав результат 8.03,76.
2 августа 2021 года победил в стипльчезе на Олимпийских играх в Токио с результатом 8:08.90, Ламеха Гирма из Эфиопии отстал на 1,48 сек. Это было первое олимпийское золото для Марокко во всех видах спорта с 2004 года, когда две победы на Играх в Афинах одержал знаменитый Хишам эль-Герруж.
18 июля 2022 года впервые стал чемпионом мира, победив в Орегоне с результатом 8:25.13.
22 августа 2023 года эль-Баккали выиграл золото в стипльчезе на чемпионате мира в Будапеште с результатом 8:03.53. Ламеха Гирма отстал на 1,91 сек.

## Персональные результаты
| Дисциплина      | Время    | Место | Дата        |
| --------------- | -------- | ----- | ----------- |
| 1500 метров     | 3:31.95  | Доха  | 2021        |
| 3000 метров     | 7:37.18  | Хожув | 2021        |
| 5000 метров     | 13.47,76 | Рабат | 31 мая 2014 |
| 3000 метров с/п | 7:56.68  | Рабат | 2023        |